# Marrubiu
Marrubiu – miejscowość i gmina we Włoszech, w regionie Sardynia, w prowincji Oristano. Graniczy z Ales, Arborea, Morgongiori, Santa Giusta, Terralba i Uras.
Według danych na rok 2021 gminę zamieszkiwało 4614 osób, 75,35 os./km².